# Lijst van beschermd erfgoed in Courcelles
Onderstaande tabel geeft een overzicht van de beschermde erfgoederen in de gemeente Courcelles. Het beschermd erfgoed maakt deel uit van het cultureel erfgoed in België.
| Object | Bouwjaar/architect | Deelgemeente | Adres                          | Coördinaten                   | Nummer?                | Afbeelding |
| --- | ------------------ | ------------ | ------------------------------ | ----------------------------- | ---------------------- | --- |
| Orgels van de kerk Saint-Lambert |                    |              |                                | 50° 27' 41" NB, 4° 21' 50" OL | 52015-CLT-0001-01 Info | |
| Ensemble van de boerderij van Grand Hamal en de omliggende terreinen                                                                                                   |                    |              |                                | 50° 28' 45" NB, 4° 22' 44" OL | 52015-CLT-0002-01 Info | |
| Boerderij Posterie en omgeving |                    |              |                                | 50° 27' 45" NB, 4° 22' 36" OL | 52015-CLT-0003-01 Info | |
| Boerderij van Grand Hamal: gevel en dak |                    |              |                                | 50° 28' 46" NB, 4° 22' 49" OL | 52015-CLT-0004-01 Info | |
| Kerk Saint-Martin |                    |              |                                | 50° 29' 12" NB, 4° 19' 43" OL | 52015-CLT-0005-01 Info | |
| Kasteel van Trazegnies |                    |              | avenue de la Marlière          | 50° 27' 42" NB, 4° 19' 48" OL | 52015-CLT-0006-01 Info | Kasteel van Trazegnies |
| Kasteel van Trazegnies: park |                    |              | avenue de la Marlière          | 50° 27' 43" NB, 4° 19' 43" OL | 52015-CLT-0007-01 Info | Kasteel van Trazegnies: park |
| Kasteel van Trazegnies: uitbreiding van de classificatie van de overblijfselen van de wagenpoort met uitzicht op het recht van overpad bekend als "Avenue Paul Pastur" |                    |              |                                | 50° 27' 38" NB, 4° 19' 46" OL | 52015-CLT-0008-01 Info | |
| Kerk Saint Martin en de pastorie en het ensemble van de kerk, de oude begraafplaats die het omringt, de pastorie met de bijgebouwen en de tuin                         |                    |              | rue Léandre Vilain, n° 17      | 50° 28' 11" NB, 4° 19' 46" OL | 52015-CLT-0009-01 Info | Kerk Saint Martin en de pastorie en het ensemble van de kerk, de oude begraafplaats die het omringt, de pastorie met de bijgebouwen en de tuin |
| Vogelreservaat Claire-Fontaine |                    |              |                                | 50° 28' 56" NB, 4° 17' 54" OL | 52015-CLT-0010-01 Info | |
| Kapelde la sainte famille |                    |              | rue du Bosquet, avant le n° 52 | 50° 28' 43" NB, 4° 19' 43" OL | 52015-CLT-0011-01 Info | |
| Ensemble architecturaal: bepaalde delen van de "Groupe Civique" |                    |              |                                | 50° 27' 59" NB, 4° 19' 53" OL | 52015-CLT-0016-01 Info | |
| Pastorie van de parochie Saint-Martin (gevels en daken) |                    |              | place communale 1              | 50° 29' 12" NB, 4° 19' 45" OL | 52015-CLT-0018-01 Info | |